# Aphis ruborum
Aphis ruborum är en insektsart som först beskrevs av Carl Julius Bernhard Börner 1932.  Aphis ruborum ingår i släktet Aphis och familjen långrörsbladlöss. Arten är reproducerande i Sverige. Inga underarter finns listade i Catalogue of Life.

## Bildgalleri

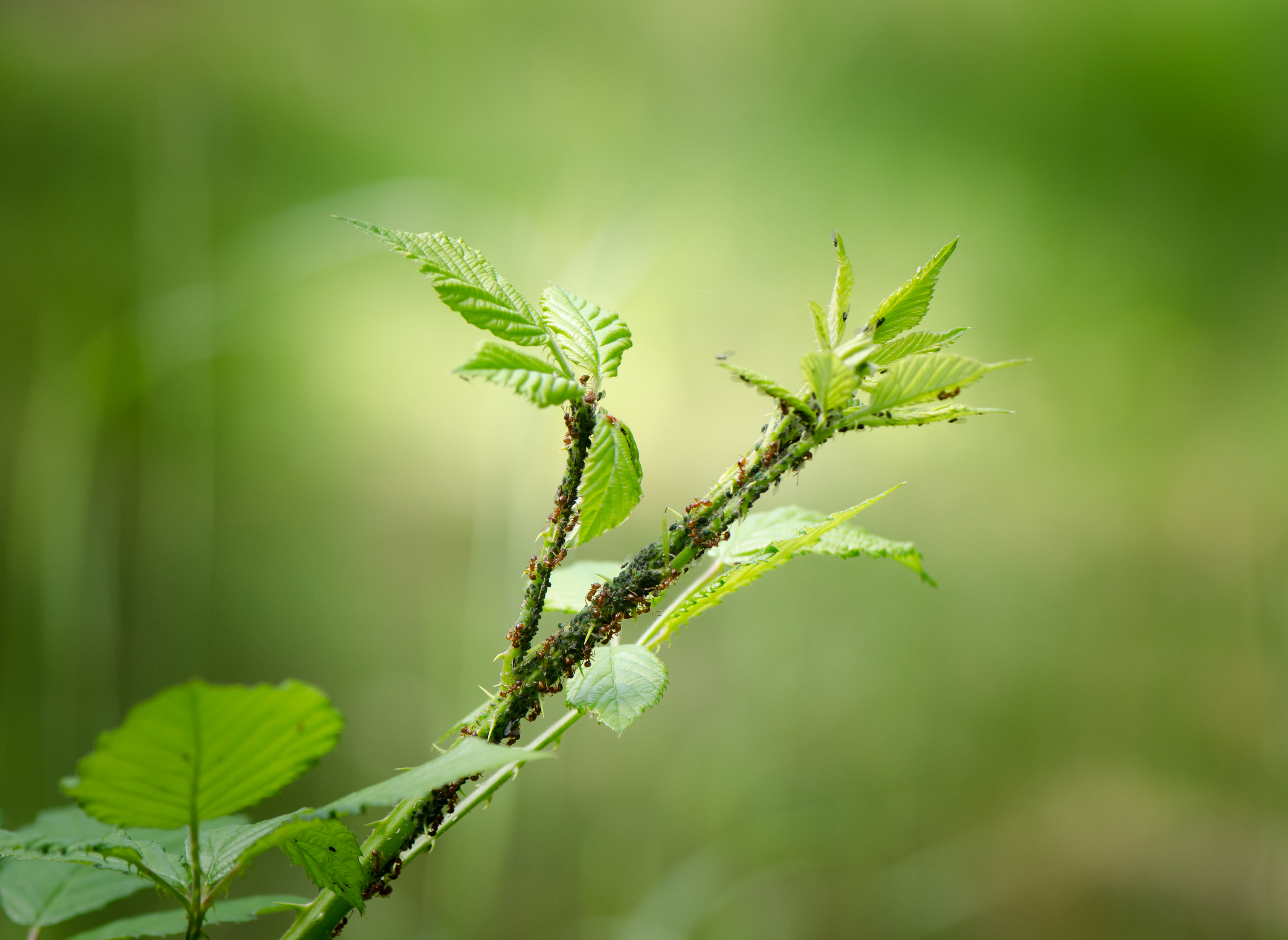
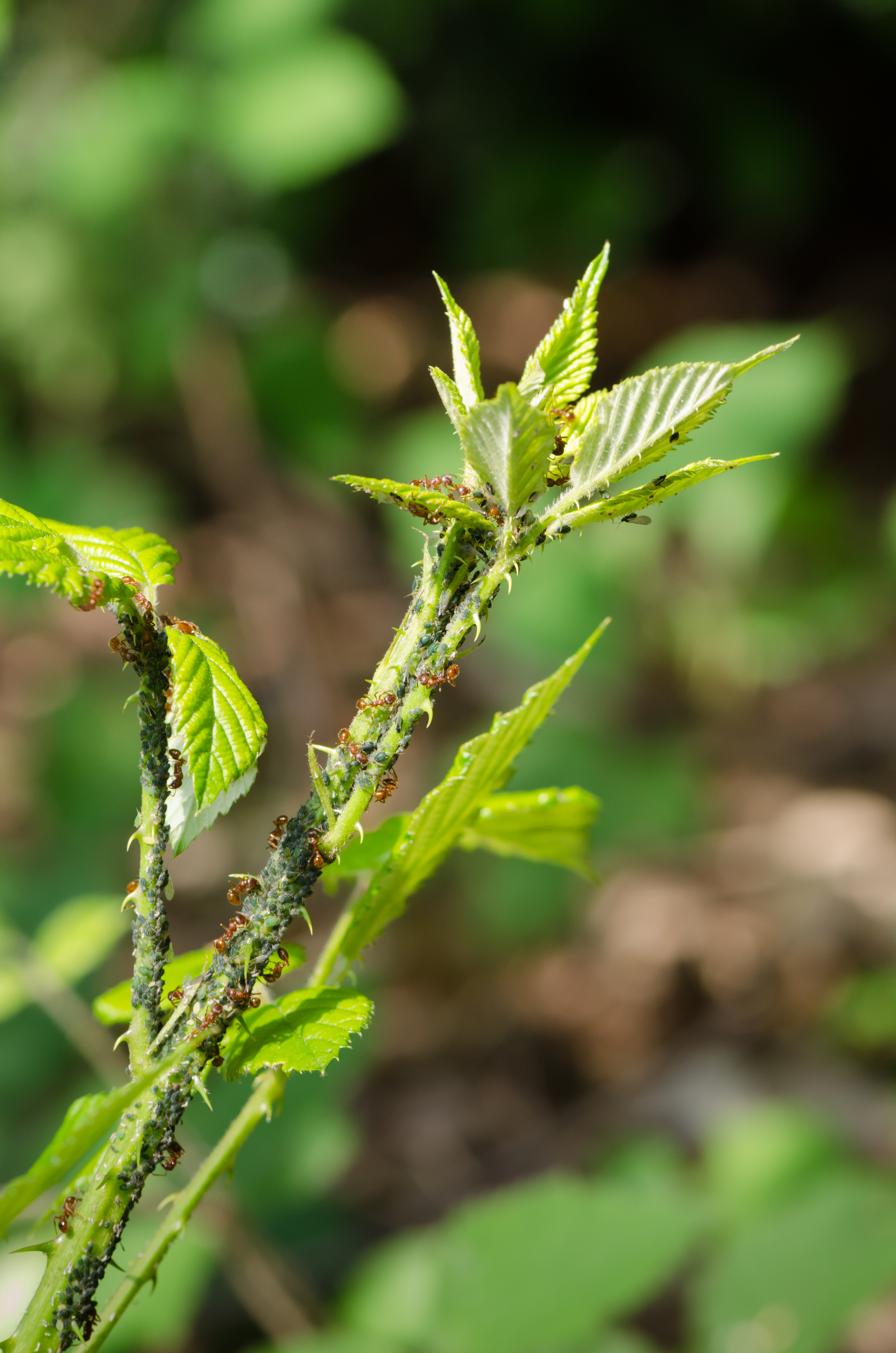
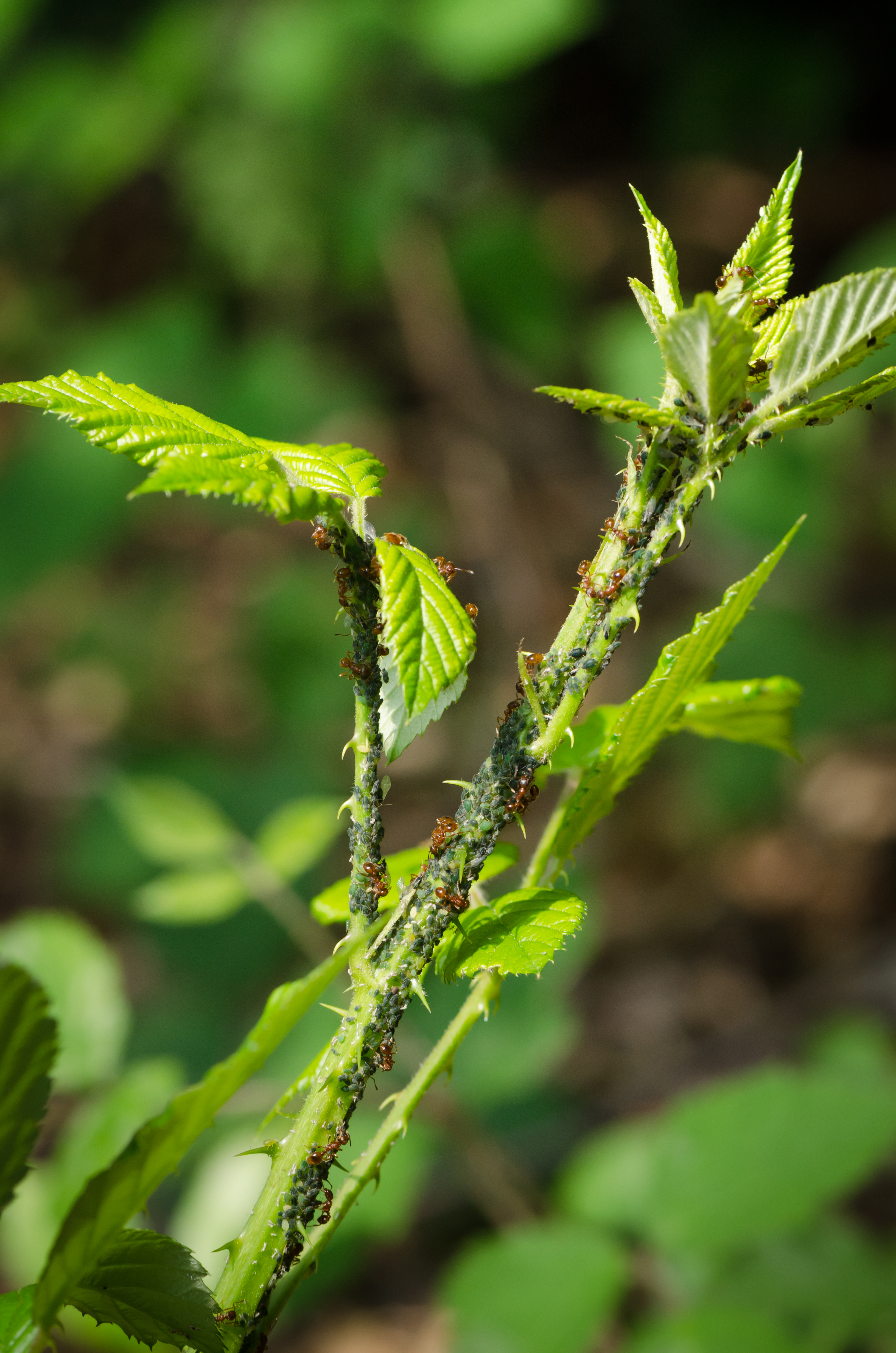